# Chiesa di San Cassiano (Fontanella)
La chiesa di San Cassiano è l'edificio di culto principale del comune di Fontanella, in provincia di Bergamo e diocesi di Cremona; fa parte della zona pastorale 1.

## Storia
Le origini della chiesa non sono note. Secondo il sacerdote Angelo Grandi e Marco Carminati,  un edificio sacro, provvisto di fonte battesimale, era già presente al tempo dei Longobardi, ma non si hanno riscontri certi al riguardo. In ogni caso, la chiesa dovette dipendere dalla pieve di San Vittore di Calcio. 
La chiesa antica finì distrutta tra il 1440 e il 1441, durante una delle fasi della guerra tra il Ducato di Milano e la Repubblica di Venezia. Subito dopo la pace di Cremona, con cui Fontanella passava sotto il controllo della Serenissima, gli abitanti della comunità decisero di ricostruire l'edificio, di cui era rimasto solo l'abside ed il presbiterio. A tal fine, intervenne anche il cardinale Gherardo Landriano, vescovo di Como, che, a nome di papa Eugenio IV, concesse cento giorni di indulgenza in perpetuo a chi avesse contribuito alla ricostruzione. I lavori, iniziati nel 1442 furono completati nel 1448.
Importanti lavori di rifacimento l'hanno interessata tra il 1856 e il 1858, quando l'edificio fu ampliato di alcuni metri nella parte sinistra, addossando la facciata alla vicina chiesa dell'Annunciata. 

## Descrizione

### Esterno
La chiesa, orientata sull'asse est-ovest, è costituita da un corpo centrale rettangolare, chiuso sul lato est dal presbiterio, anch'esso rettangolare, e dall'abside poligonale (a cinque lati). 
L'esterno si presenta ad intonaco liscio, mentre sugli angoli della costruzione si ha un intonaco a bugnato.
Sul fianco meridionale dell'edificio, addossato all'innesto tra l'aula e il presbiterio, si erge il campanile. La torre, che si suppone essere edificata sopra una delle torri del castello (abbattuto nel XIII secolo), è coronata alla cima da merlature "a coda di rondine" di stile gotico. 
Sul lato sud della torre stessa si trovano due lapidi realizzate in laterizio, e in una di esse si legge: "Templi et turris huius principium habuit A.D. 1453 die 3 aprilis".

### Interno
L'interno si presenta a navata unica, affiancata da sei cappelle per lato. Il presbiterio e l'abside sono rialzati rispetto al piano dell'aula.
Lo spazio è scandito da semicolonne lisce coronate da capitelli in stile ionico addossate alle pareti. L'aula è coperta da una volta a botte lunettata, sulla quale sono raffigurati, in dodici ovuli, gli  apostoli. Il presbiterio è coperto da una volta a botte, mentre l'abside da una volta "a ombrello".
La chiesa dispone di cinque altari: l'altare maggiore e due altari per lato.
Nell'edificio sono conservate varie opere di scuola cremonese, tra le quali spicca L'Ultima cena, conservata nel primo altare di destra e realizzata da Antonio e Vincenzo Campi e databile tra il 1576 e il 1580. Essa presenta tutti i commensali attorno alla tavola, e Gesù, posto al centro della composizione, è l'unico personaggio che rivolge lo sguardo verso lo spettatore, mentre gli apostoli, appena venuti a conoscenza del tradimento di uno di loro, sembrano impegnati in un dialogo di gesti. 
Tra le altre opere si annoverano due tele di Giovanni Battista Secco (detto Caravaggino), poste ai lati del presbiterio e raffiguranti una Adorazione dei Magi (sulla destra) e una Fuga in Egitto (sulla sinistra). Sul fondo dell'abside, alle spalle dell'altare e nella zona del coro, si trova un Cristo risorto, opera di Giovan Battista Trotti (detto Malosso) risalente al 1611.
Infine, nel primo altare di sinistra è conservato un crocifisso ligneo, donato nel 1717 alla comunità e ritenuto miracoloso.